# Station Aillevillers
Station Aillevillers is een spoorwegstation in de Franse gemeente Corbenay.